# LocoCycle
LocoCycle es un videojuego de carreras de motos desarrollado por Twisted Pixel Games y publicado por Microsoft Studios. Originalmente anunciado como un título de Xbox Live Arcade en la Electronic Entertainment Expo 2012, LocoCycle se lanzó en noviembre de 2013 para Xbox One y el 14 de febrero de 2014 para Microsoft Windows y Xbox 360. La versión de Xbox One se localizó para Japón para su lanzamiento el 4 de septiembre de 2014.

## Jugabilidad y trama
El juego está protagonizado por "IRIS" (con la voz de Lisa Foiles), una motocicleta inteligente que se parece a los ciclos de luz de la franquicia Tron . Se graduó de la Escuela de Asesinatos de la Academia Big Arms como mejor estudiante. La moto puede realizar más de 40 formas de combate y habla 50 idiomas. También puede viajar una milla en 20 segundos (180 mph o 290 km/h) y puede ocultarse. IRIS está acompañada por un mecánico de habla hispana llamado Pablo (con la voz de Freddy Rodríguez ), quien es arrastrado detrás de ella durante los eventos del juego.
Robert Patrick proporciona la voz de una motocicleta antagonista llamada SPIKE. Además, el juego presenta secuencias de acción en vivo con la actuación de actores como Freddy Rodríguez, James Gunn y Tom Savini. También hay un cameo en una escena de los talentos de Internet Michael Jones y su esposa Lindsay Jones, de la fama de Rooster Teeth.

## Recepción
La versión para PC de LocoCycle recibió críticas "mixtas", mientras que las versiones de Xbox 360 y Xbox One recibieron "críticas generalmente desfavorables", según el sitio web agregador de reseñas Metacritic. Mike Splechta de GameZone dijo sobre la versión de Xbox One: "Si bien LocoCycle es el juego con peor aspecto del lanzamiento de Xbox One, se guarda gracias a su juego exagerado y divertido".